# Channa cyanospilos
Channa cyanospilos är en fiskart som först beskrevs av Bleeker, 1853.  Channa cyanospilos ingår i släktet Channa och familjen Channidae. Inga underarter finns listade i Catalogue of Life.